# ترکیب بردو

ترکیب بردو

## تاریخچه کشف ترکیب بردو

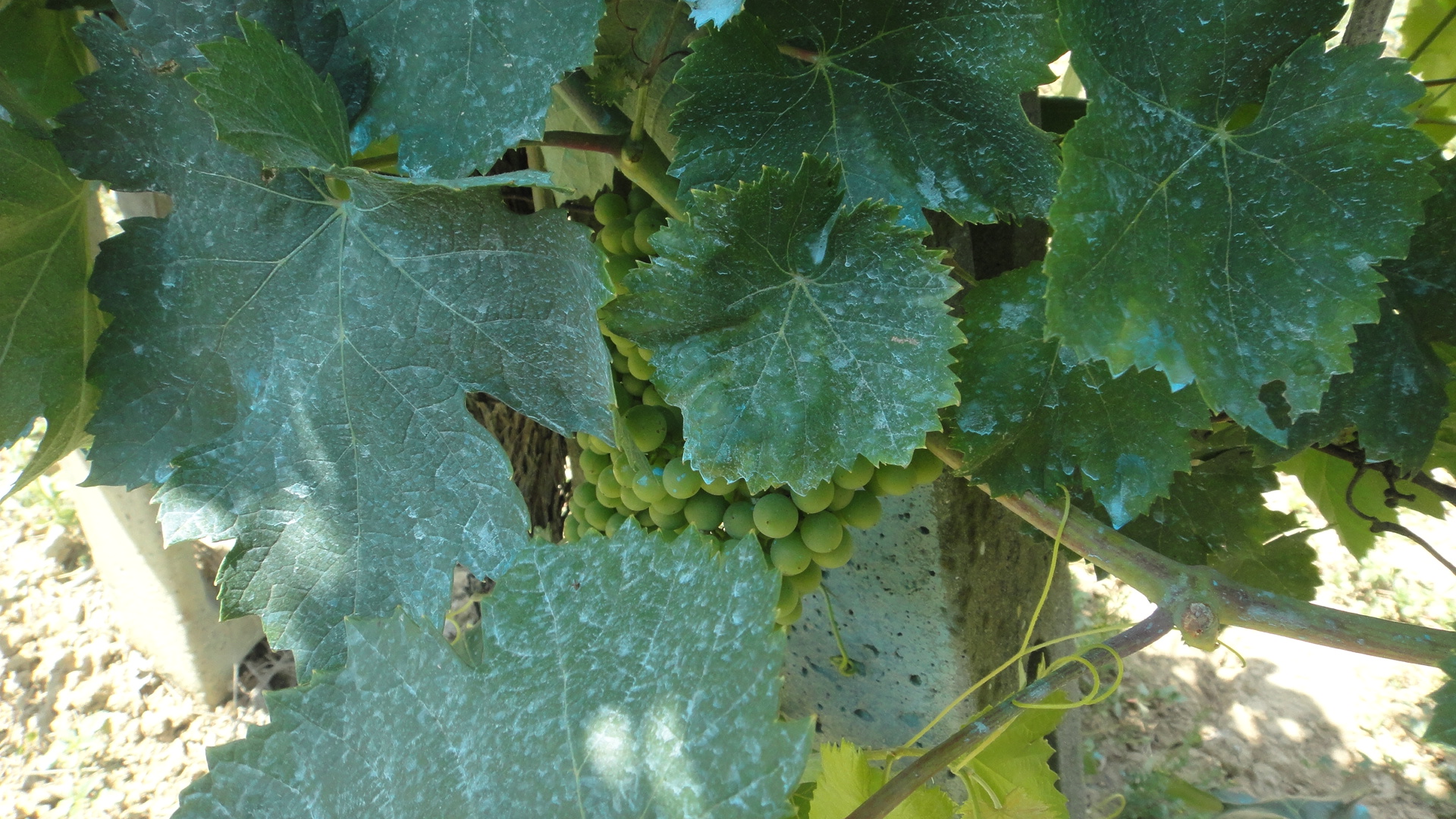
مخلوطی از بوردو روی برگ‌های انگور.

سال‌ها قبل از اینکه بیماری سفیدک داخلی در اروپا زنگ خطر را برای کشاورزان به صدا درآورد، کشاورزان در تاکستان‌های فرانسه برای جلوگیری از آسیب دیدن انگورها توسط رهگذران در مسیرهای اصلی و فرعی اطراف تاکستان‌ها، چند هفته قبل از رسیدن انگورها مخلوطی از هیدروکسید کلسیم و سولفات مس به روی آن‌ها می‌پاشیدند که رهگذران دیگر تمایلی به ناخنک زدن به محصولات تلخ و گس پیدا نکنند.
سال ۱۸۷۸ میلادی قارچ مولد سفیدک داخلی Plasmopara viticola در مدت کوتاهی خسارات زیادی به کشاورزان اروپایی زد.
بیماری در شرایط مساعد در یک فصل تمامی تاکستان‌ها را آلوده می‌کرد. در آن ایام تنها قارچ کش مرسوم گوگرد بود که اثری روی بیماری نداشت.
در سال ۱۸۸۱ استاد گیاه‌شناسی دانشکده علوم شهر بردو فرانسه به نام میلارد Millardet که می‌دانست تاکستان‌های منطقه شدیداً به بیماری سفیدک داخلی آلوده شده و برگ‌های آن‌ها ریخته‌است، متوجه شد برخی ردیف‌های کنار جاده به بیماری آلوده نشده‌اند. روی برگ‌ها با ماده آبی رنگی پوشیده شده بود که معلوم شد این ماده رنگی، ترکیب مسی ای است که برای ممانعت از دزدی پاشیده شده‌است.
دو سال بعد پروفسور میلاردت موفق به کشف خاصیت قارچ کشی فلز مس برای کنترل سفیدک داخلی در تاکستان‌ها گردید. ترکیب قارچ کشی که پروفسور میلاردت کشف کرد، سولفات مس و هیدروکسید کلسیم بود که با توجه به محل کشف، ترکیب بردو نامیده شد و تا امروز استفاده از آن ادامه دارد.
در ایران از سال ۱۳۷۳ تولید صنعتی ترکیب بردو آغاز شد که کارایی کنترل بیماری‌های قارچی و بیماری‌های باکتریایی را دارا است. سموم معدنی بر سموم سنتتیک ارجحیت دارند و با توجه به مشکلات زیست‌محیطی ناشی از مصرف سموم سنتتیک، ترکیب بردو جزء سموم معدنی انگشت شماری است که در کشاورزی ارگانیک توصیه می‌شود.

## خواص فیزیکی و شیمیایی
ترکیب بردو که با مخلوط کردن محلول سولفات مس و دوغاب هیدروکسید کلسیم بدست می‌آید، ماده‌ای آبی رنگ، غیرمتبلور و ژلاتینی با دانه بندی خیلی ریز و چسبندگی بسیار زیاد است که پس از پاشیده شدن روی گیاه در اثر رطوبت و گازکربنیک به تدریج تبدیل به ترکیبات کمپلکسی می‌شود که مرتباً یون مس آزاد می‌کند.
مخلوط بدست آمده درحالت سوسپانسیون بدون بافت کریستالی است و به صورت تودهٔ به هم چسبیده و یکنواخت روی گیاه کاملاً می‌نشیند درحالی که سایر ترکیبات مسی مانند اکسی کلرور مس به دلیل داشتن بافت کریستالی ذراتی جدا از هم داشته و کمتر بر روی گیاه می‌نشیند.

## سایر ویژگی‌های ترکیب بردو

### دیر پایی ترکیب بردو
ترکیب بردو به دلیل آزاد کردن تدریجی یون مس اثر دیرپایی دارد. اثر قارچ کشی و باکتری کشی ترکیبات مسی مربوط به آزاد شدن حداقل یک پی‌پی‌ام یون مس (ppm Cu++1) است که می‌تواند تا حدودی بیماری را کنترل کند. برای کنترل شدن کنیدی و کنیدی فورهای قارچ در اواخر آلودگی به ۳ تا ۵ پی‌پی‌ام یون مس نیاز است. ترکیب بردو بیشتر از ۵ پی‌پی‌ام یون مس آزاد می‌کند، درحالی که دیگر ترکیبات مسی نمی‌تواند این میزان یون مس را آزاد کند تا در کنترل عوامل بیماری‌زا مؤثر باشد.

### دانه بندی ریز
ترکیب بردو با دانه بندی ۲ تا ۳ میکرون، مؤثرتر از دیگر سموم مسی است. ترکیب بردو به دلیل دانه بندی بسیار ریز و چسبندگی مطلوب، کارایی مؤثری داشته و در مقایسه با سموم پودری مقرون به صرفه است.

### ماندگاری پس از بارش
به دلیل دانه بندی بسیار ریز، چسبندگی بالا و تثبیت شدن به صورت کمپلکس روی بافت گیاه حتی پس از بارش‌های طولانی نیز یون‌های مس روی گیاه باقی مانده و نسبت به سایر سموم مسی ماندگاری طولانی تری روی گیاه دارد.

### سمیت
ترکیب بردو با داشتن LD50 Oral for rat>4000 mg/ kg جزء سالمترین سموم است.

### جلوگیری از سرمازدگی
ترکیب بردو به دلیل از بین بردن باکتری‌هایی که هسته اولیه بلورهای یخ Bacterial Ice Nucleation را می‌سازند، خطر سرمازدگی را کم می‌کند.

### دافع حشرات
ترکیب بردو برای زنبور عسل بی‌خطر بوده، دافع حلزون و حشراتی مانند زنجرک و موریانه است.

### اختلاط با سایر سموم
ترکیب بردو با نیکوتین، گوگرد و روغن ولک قابل اختلاط است؛ ولی نباید با حشره کش‌های ارگانوفسفریک و نیز سمومی که در محیط قلیائی تجزیه می‌شوند مخلوط شود.

### نحوهٔ اثر ترکیب بردو
ترکیب بردو یک بازدارنده چند نقطه اثر است. یون‌های مس پس از جذب شدن در دیواره سلول باکتری یا قارچ، همزمان بازدارنده چندین روند فیزیولوژیکی درون سلول است. ترکیب بردو با ایجاد پیوندهای شیمیایی جدید، پروتئین‌ها را درهم شکسته، کارکرد آنزیم‌ها را برهم زده، در روندهای حیاتی سلول مانند تنفس اختلال به وجود آورده، فعالیت غشاء سلولی را کاهش داده و در نهایت منجر به مرگ سلول می‌شود. این ویژگی سبب می‌شود عامل بیماری نتواند خود را در برابر ترکیب بردو مقاوم کند.